# Seagoville (Teksas)
Seagoville je grad u američkoj saveznoj državi Teksas. Prema popisu stanovništva iz 2010. u njemu je živjelo 14.835 stanovnika.